# Medimax

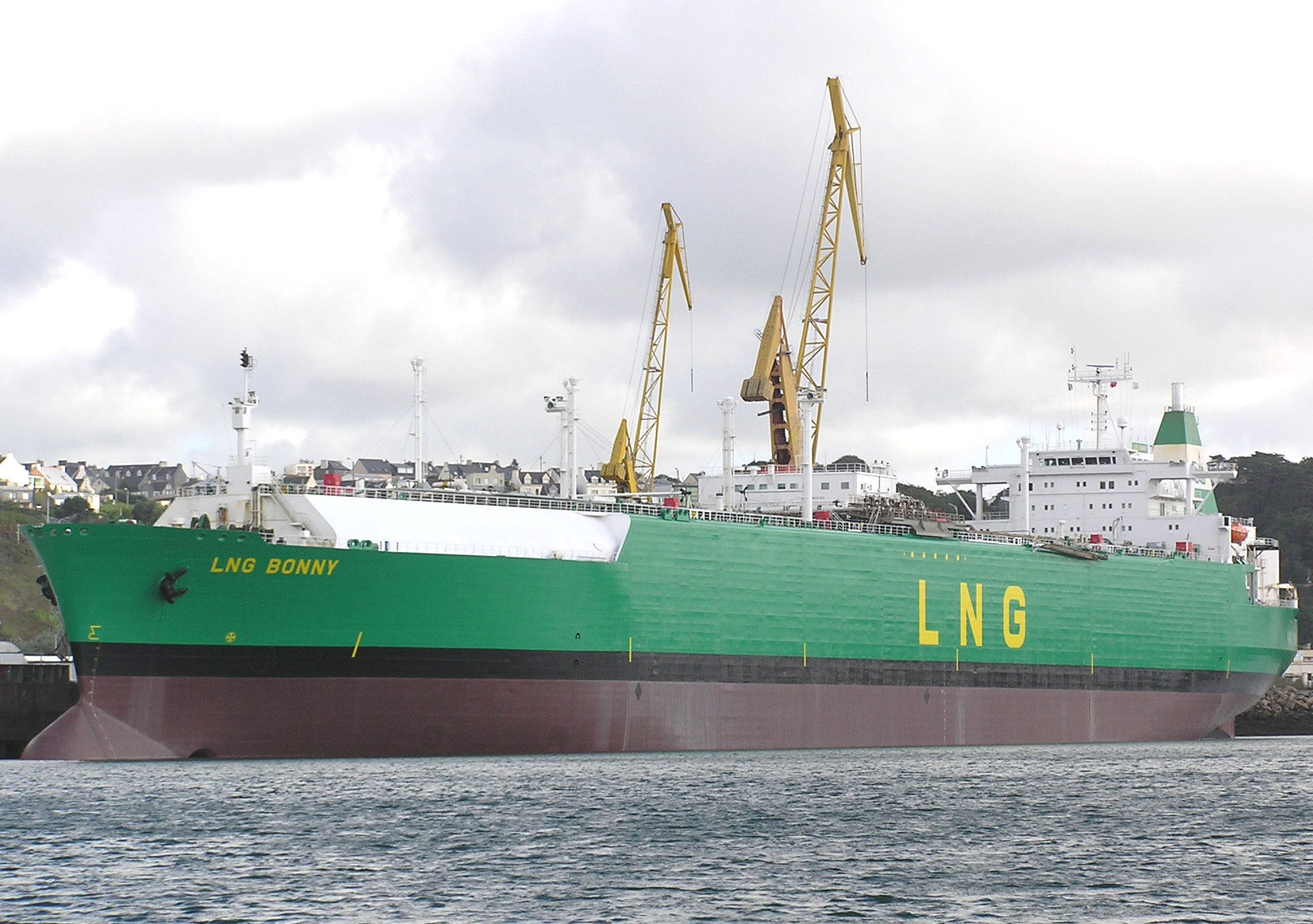

Le terme Medimax désigne une classe de méthaniers en service entre les ports algériens et français ; leur capacité est limitée par les deux principaux ports d'escale, Skikda et Fos-sur-Mer. Skikda limite les méthaniers à 240 mètres de longueur hors-tout et à 12,2 mètres de tirant d'eau.
À l'origine de 70 000 m3, la capacité maximale est passée à 74 000 m3 grâce à l'emploi de citernes à membrane et l'utilisation d'une propulsion électrique au lieu des turbines à vapeur plus classiques.